# Paulo de Égina
Paulo de Égina ou Paulo Egineta (em latim: Paulus Aegineta; ilha de Égina, c. 625 — c. 690) foi um médico grego bizantino do século VII, conhecido por ter escrito a enciclopédia médica Compêndio Médico em Sete Livros. Por muitos anos no Império Bizantino, este trabalho continha a soma de todo o conhecimento médico do Ocidente e era incomparável em sua precisão e perfeição.

## Biografia
Nada se sabe sobre sua vida, exceto que nasceu na ilha de Egina, e que viajou muito visitando, entre outros lugares, Alexandria. É às vezes chamado de Iatrosofista e Periodeuta, uma palavra que provavelmente significa um médico que viajou de um lugar para outro no exercício de sua profissão. O período exato em que viveu não é conhecido; mas, como ele cita Alexandre de Trales, e é citado por Iáia ibne Sarafiune (Serapião, o Velho), é provável que Abul Faraje tenha razão em colocá-lo na segunda metade do século VII.

## Trabalhos
O Suda diz que Paulo escreveu vários trabalhos médicos, dos quais o principal ainda existente, sem título exato, mas é comumente chamado de Compêndio Médico em Sete Livros (em latim: De Re Medica Libri Septem). Este trabalho é sobretudo uma compilação dos escritores mais recentes.
Sua reputação no mundo islâmico parece ter sido muito grande, e é dito que era especialmente consultado por parteiras, onde ele recebeu o nome de Al-kawabeli ou "o Parteiro". É dito pelos escritores árabes de ter escrito uma obra, De Mulierum Morbis, e outra, De Puerulorum Vivendi Ratione atque Curatione. Sua grande obra foi traduzida para o árabe por Hunaine ibne Ixaque.
O sexto livro sobre cirurgia em particular, foi referenciado na Europa e no mundo árabe durante toda a Idade Média, e é de especial interesse para a História da cirurgia. Toda a obra no original grego foi publicada em Veneza, em 1528, e outra edição apareceu na Basileia em 1538. Várias traduções em latim foram publicadas e foi pela primeira vez traduzido para o inglês, com comentários do Dr. Francis Adams em algum momento entre 1844 e 1848.